# Sušice (Postupice)
Sušice (Duits: Suschitz of Suschitz bei Postupitz) is een Tsjechische plaats in de gemeente Postupice, regio Midden-Bohemen, en maakt deel uit van het district Benešov. Het dorp ligt op 2 kilometer afstand van Postupice.
Sušice telt 1 inwoner (2021).

## Geografie
De Jemništský- en Líseckýbeek stromen vlak bij het dorp.

## Geschiedenis
De eerste schriftelijke vermelding van het dorp dateert van 1654.
Sinds 1960 is Sušice volledig ondergebracht bij het district Benešov.

## Verkeer en vervoer

### Autowegen
Er leidt een regionale weg naar het dorp.

### Spoorlijnen
Er is geen station in Sušice. Het dichtbijzijnde station is in Postupice, meer bepaald in Lísek, op zo'n anderhalve kilometer afstand. Dat station ligt aan spoorlijn 222 Benešov - Vlašim - Trhový Štěpánov. De lijn is enkelsporig en werd tussen Benešov en Vlašim in 1895 geopend.

### Buslijnen
Er is één bushalte aan de rand van het dorp:
| Halte                        | Lijn(en) | Traject(en)               | Vervoerder(s) |
| ---------------------------- | -------- | ------------------------- | ------------- |
| Postupice, Jemniště, Rozchod | 406      | Praag-Roztyly - Pelhřimov | CŠAD Benešov  |

## Bezienswaardigheden
- Dorpskapel

## Galerij

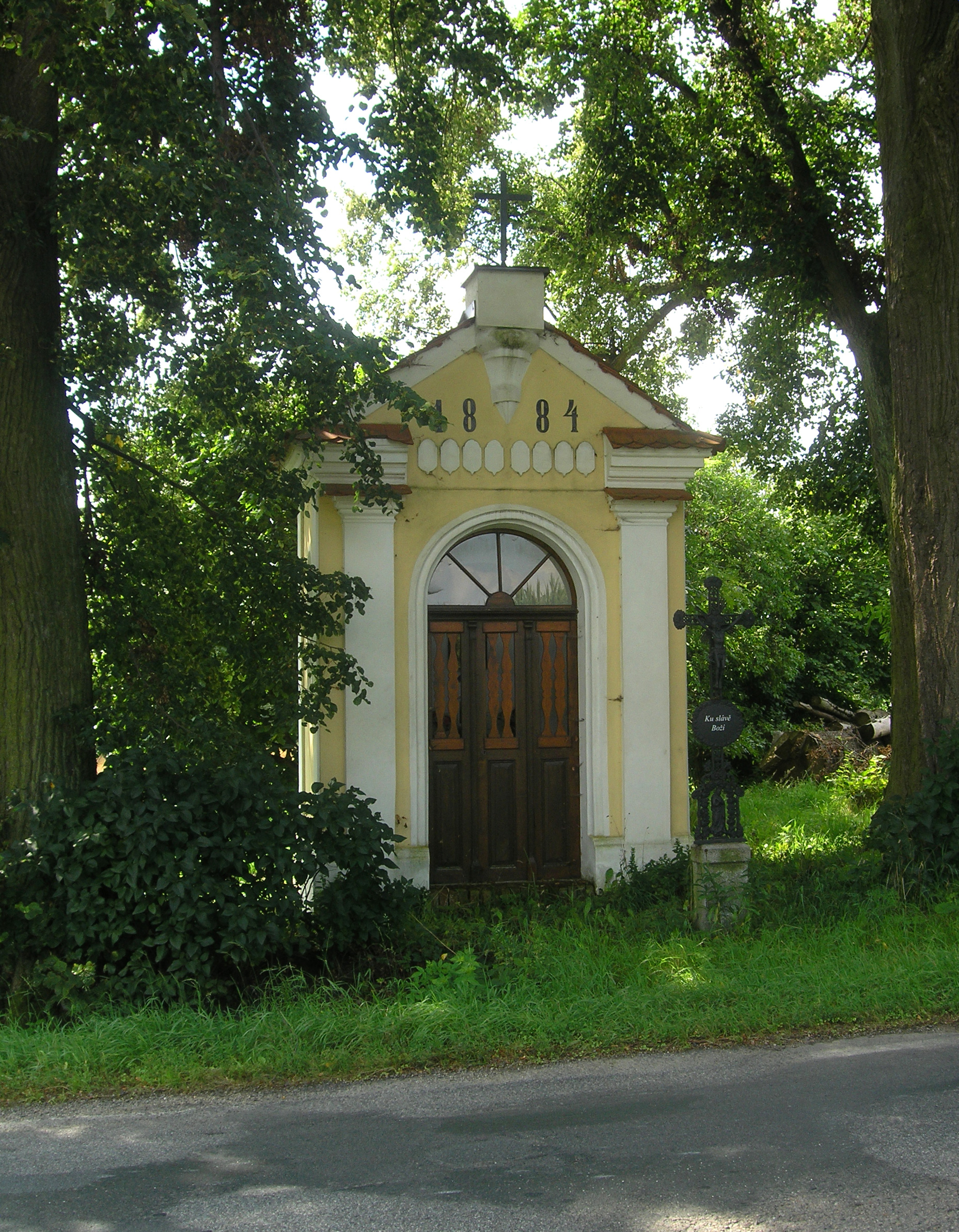
Dorpskapel (2011)
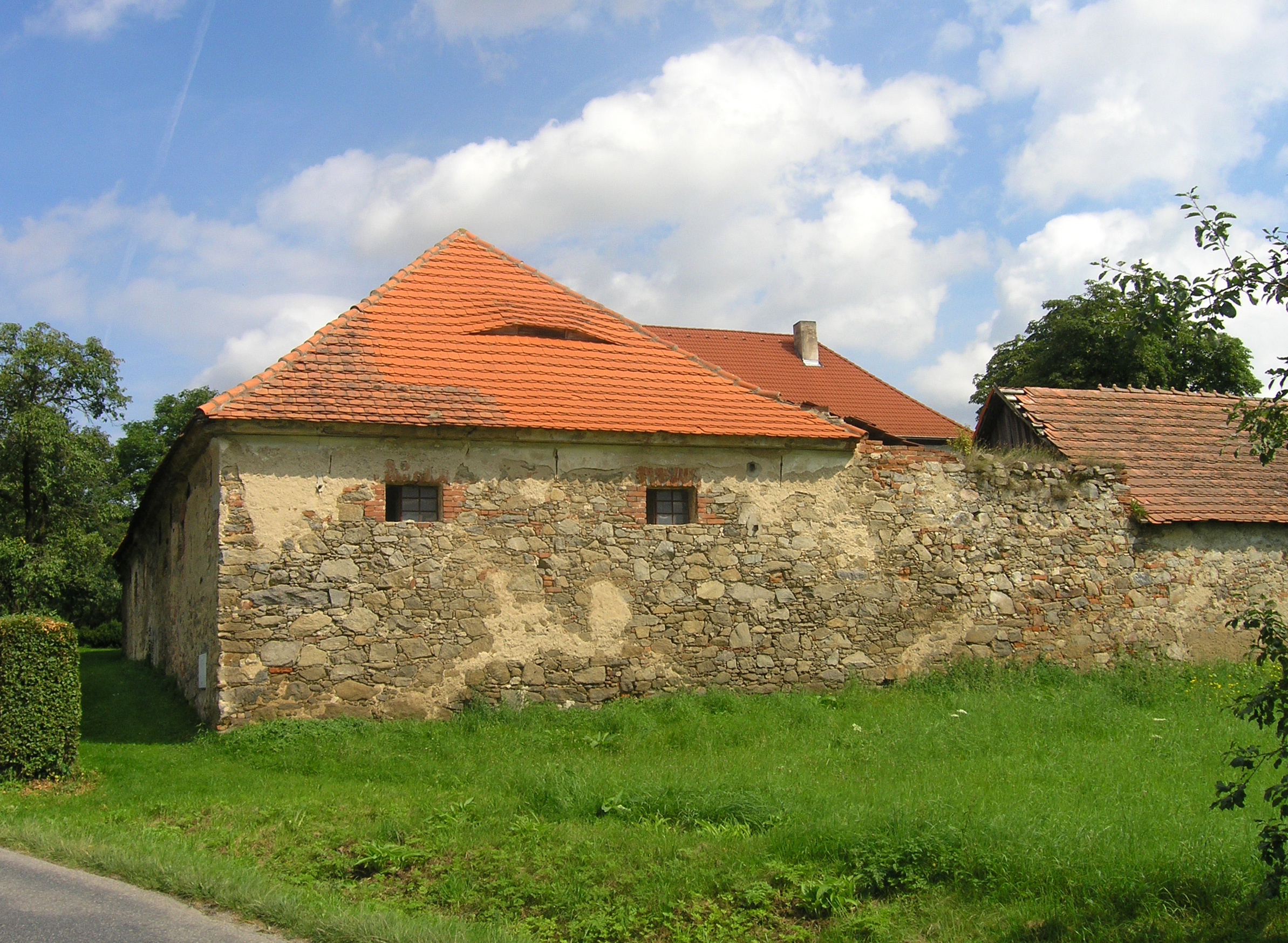
Oude schuur (2011)
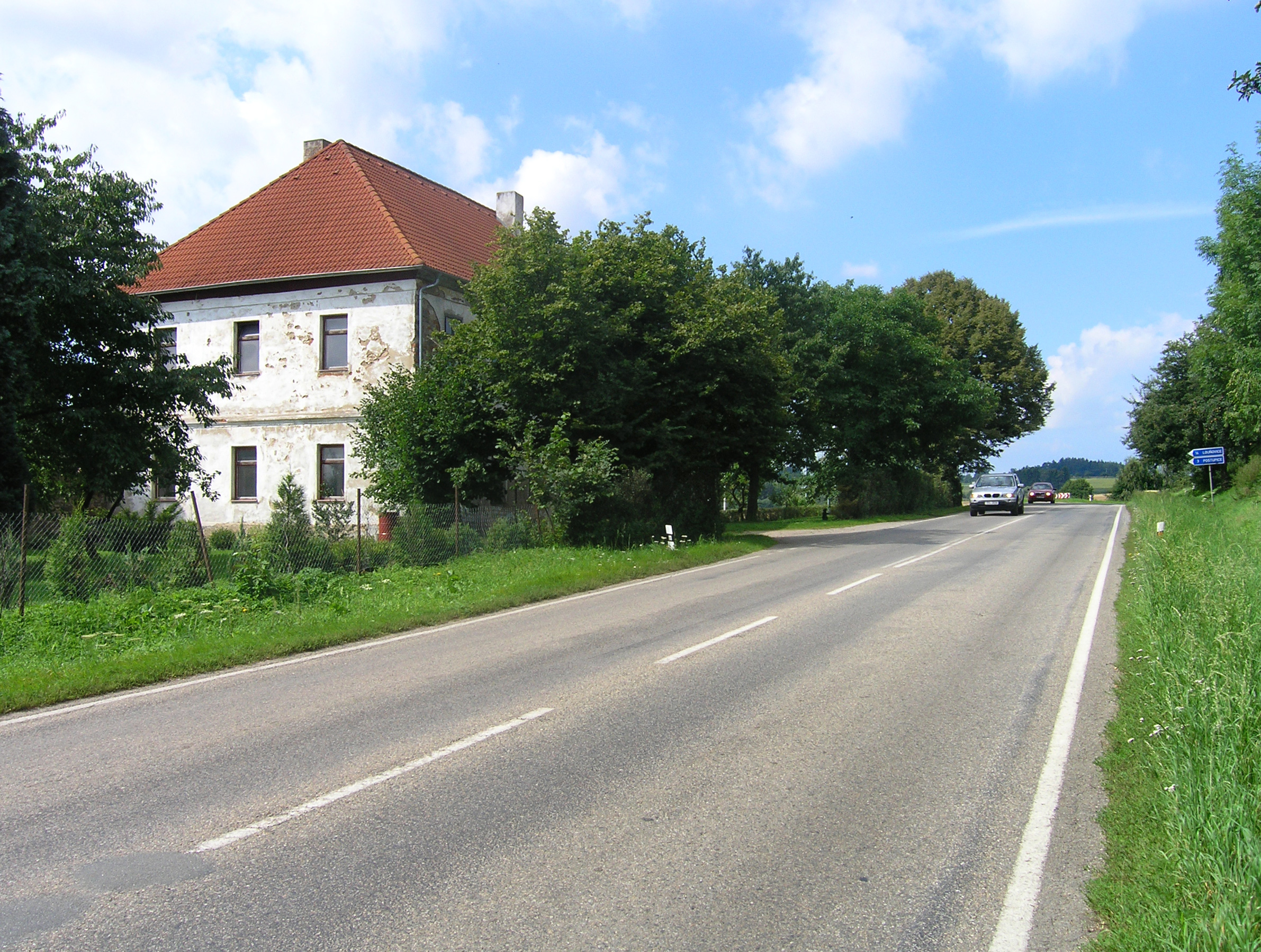
Groot huis in het dorp (2011)